# Prosafe

Das Logo des Unternehmens

Prosafe ist ein Anbieter von Halbtaucherschiffen, halbtauchender Wohn- und Serviceplattformen, spezieller Arten von Tankschiffen, die die Öl- und Gasproduktion aus einer Bohrplattform puffern, bis sie von einem Tanker abgeholt werden, Bohrtürmen und Erdölplattformen aus Norwegen mit Firmensitz in Stavanger.
Prosafe ging 1997 aus der Fusion zwischen den beiden im gleichen Jahr gegründeten Unternehmen Safe Offshore ASA und Procon Offshore ASA hervor. Die Safe Offshore ASA ihrerseits ging 1997 aus einem Spin-off aus der damaligen Transocean ASA hervor und beinhaltet im Wesentlichen die 1972 unter dem Namen Marcon AS begonnenen Offshoreaktivitäten. 1998 fusionierte das Unternehmen mit Consafe und Discoverer ASA. 2001 bestand das Unternehmen aus den drei Firmenbereichen: Prosafe Production, Prosafe Offshore und Prosafe Drilling Services. Der Firmenbereich Prosafe Drilling Services wurde 2005 an das Unternehmen KCA DEUTAG Drilling verkauft. Im Juni 2006 erwarb Prosafe das Unternehmen Consafe AB.

## Firmenprojekte
| Ölfeld          | Land           | Schiff                | Betreiber                      | Eröffnet | Tiefe |
| --------------- | -------------- | --------------------- | ------------------------------ | -------- | ----- |
| Abo             | Nigeria        | Abo FPSO              | Agip                           | 2002     | 550 m |
| Espoir Field    | Elfenbeinküste | FPSO Espoir Ivoirien  | Canadian Natural Resources     | 2000     | 120 m |
| Kiame field     | Angola         | FPSO Petróleo Nautipa | Ranger Oil                     | 1997     | 142 m |
| Zaafarana field | Ägypten        | FPSO Al Zaafarana     | Zaafarana Oil Company          | 1994     |       |
| Madura Sea      | Indonesien     | FSO Madura Jaya       | Kodeco Energy                  | 2000     |       |
| PY-3 field      | Indien         | FSO Endeavor          | Aban Loyd Chiles Offshore      | 1996     |       |
| Polvo field     | Brasilien      | Polvo FPSO            | Devon Energy                   | 2007     | 100 m |
| Tui field       | Neuseeland     | Tui FPSO              | New Zealand Overseas Petroleum | 2007     | 120 m |